# Epigynopteryx ommatoclesis
Epigynopteryx ommatoclesis är en fjärilsart som beskrevs av Louis Beethoven Prout 1922. Epigynopteryx ommatoclesis ingår i släktet Epigynopteryx och familjen mätare. Inga underarter finns listade i Catalogue of Life.